# 2005–2006-os magyar női kézilabda-bajnokság (első osztály)
A 2005–2006-os magyar női kézilabda-bajnokság az ötvenötödik női kézilabda-bajnokság volt. A bajnokságban tizenegy csapat indult el, a csapatok két kört játszottak. Az alapszakasz után az 1-4., az 5-8. és a 9-11. helyezettek az alapszakaszban szerzett bónuszpontok figyelembevételével egymás közt még két kört játszottak a végső helyezésekért.
A Váci NKC új neve Váci NKSE lett.

## Alapszakasz
| #   | Csapat                       | M  | Gy | D | V  | G+  | G-  | P  |
| --- | ---------------------------- | -- | -- | - | -- | --- | --- | -- |
| 1.  | Győri Graboplast ETO KC      | 20 | 18 | 0 | 2  | 696 | 476 | 36 |
| 2.  | Ferencvárosi TC              | 20 | 16 | 1 | 3  | 649 | 489 | 33 |
| 3.  | Dunaferr NK                  | 20 | 15 | 1 | 4  | 610 | 499 | 31 |
| 4.  | Debreceni VSC                | 20 | 14 | 0 | 6  | 554 | 514 | 28 |
| 5.  | Cornexi-Alcoa-HSB Holding SC | 20 | 11 | 1 | 8  | 577 | 546 | 23 |
| 6.  | Vasas-Invitel SC             | 20 | 7  | 2 | 11 | 550 | 577 | 16 |
| 7.  | Kiskunhalasi NKSE            | 20 | 7  | 2 | 11 | 525 | 537 | 16 |
| 8.  | Hódmezővásárhelyi NKC        | 20 | 7  | 0 | 13 | 502 | 601 | 14 |
| 9.  | Váci NKSE                    | 20 | 7  | 0 | 13 | 563 | 602 | 14 |
| 10. | Békéscsabai Előre NK         | 20 | 2  | 1 | 17 | 421 | 644 | 5  |
| 11. | Bp. Kőbányai Spartacus       | 20 | 2  | 0 | 18 | 514 | 676 | 4  |

* M: Mérkőzés Gy: Győzelem D: Döntetlen V: Vereség G+: Dobott gól G-: Kapott gól P: Pont

## Rájátszás

### 1–4. helyért
| #  | Csapat                  | M | Gy | D | V | G+  | G-  | P  | BP |
| -- | ----------------------- | - | -- | - | - | --- | --- | -- | -- |
| 1. | Győri Graboplast ETO KC | 6 | 4  | 0 | 2 | 173 | 165 | 12 | 4  |
| 2. | Ferencvárosi TC         | 6 | 3  | 0 | 3 | 175 | 168 | 9  | 3  |
| 3. | Dunaferr NK             | 6 | 3  | 0 | 3 | 169 | 166 | 8  | 2  |
| 4. | Debreceni VSC           | 6 | 2  | 0 | 4 | 151 | 169 | 5  | 1  |

### 5–8. helyért
| #  | Csapat                       | M | Gy | D | V | G+  | G-  | P  | BP |
| -- | ---------------------------- | - | -- | - | - | --- | --- | -- | -- |
| 5. | Cornexi-Alcoa-HSB Holding SC | 6 | 4  | 1 | 1 | 191 | 169 | 13 | 4  |
| 6. | Kiskunhalasi NKSE            | 6 | 4  | 0 | 2 | 188 | 170 | 10 | 2  |
| 7. | Vasas-Invitel SC             | 6 | 3  | 1 | 2 | 168 | 171 | 10 | 3  |
| 8. | Hódmezővásárhelyi NKC        | 6 | 0  | 0 | 6 | 157 | 194 | 1  | 1  |

### 9–11. helyért
| #   | Csapat                 | M | Gy | D | V | G+  | G-  | P  | BP |
| --- | ---------------------- | - | -- | - | - | --- | --- | -- | -- |
| 9.  | Váci NKSE              | 4 | 4  | 0 | 0 | 119 | 97  | 12 | 4  |
| 10. | Békéscsabai Előre NK   | 4 | 1  | 0 | 3 | 98  | 100 | 5  | 3  |
| 11. | Bp. Kőbányai Spartacus | 4 | 1  | 0 | 3 | 103 | 113 | 4  | 2  |

* M: Mérkőzés Gy: Győzelem D: Döntetlen V: Vereség G+: Dobott gól G-: Kapott gól P: Pont BP: Bónusz pont